# Второй список лишённых гражданства нацистской Германии
Второй список лишённых гражданства Германской империи — перечень 37 лиц, которые в 1934 году по решению национал-социалистического правительства были лишены немецкого подданства и тем самым стали апатридами. Правовым основанием для данного списка стал § 2 закона об отказе в предоставлении немецкого гражданства и его лишении, принятый 14 июля 1933 года.
Список был вторым по счету из подобных списков и был опубликован в газете Deutscher Reichsanzeiger 29 марта 1934 года. Первый такой список был опубликован 25 августа 1933 года, а последний, 359-й — 7 апреля 1945 года. Всего за время нацистского правления были лишены гражданства 39 006 человек.

## Список имен
- Франк Арнау, писатель
- Иоганнес Роберт Бехер, поэт
- Карл Бёхель, социал-демократический участник Сопротивления и сооснователь Рабочего кружка революционных социалистов
- Карл Брем
- Фриц Бремер, фабрикант
- Вольфганг Бретхольц, журналист
- Курт Клеменс Буркерт
- Карл Бюрен, социал-демократ, деятель рабочего спорта
- Пауль Герц, политик
- Вальтрауда Гёльц, супруга Макса Гёльца, включенного в первый список лишённых гражданства Германской империи 1933 года
- Оскар Мария Граф, писатель
- Генрих Грёневальд, преподаватель и журналист
- Артур Гросс
- Макс Зайдевиц, политик
- Тони Зендер, журналистка, политик (СДПГ), член рейхстага
- Эцриэль Карлебах, журналист
- Гельмут Клоц, участник «Пивного путча» и острый критик национал-социалистического правительства
- Ганс Книлинг
- Хайнц Крашуцки, публицист
- Вальтер Крейзер, авиаконструктор и журналист
- Рудольф Леонгард, писатель
- Вилли Миленц, коммунист
- Юлиус Пих
- Теодор Пливье, писатель
- Герман Реммеле, политик (СДПГ, НСДПГ, КПГ)
- Курт Розенфельд, социалистический политик
- Гуго Урбанс, коммунистический политик
- Ганс Фогель, политик (СЕПГ)
- Отто Фридлендер, писатель и пацифист
- Карл Отто Хальфтер
- Рейнгольд Хенчке, деятель КПГ
- Иоганн Швальбах
- Рут Швальбах, супруга Иоганна Швальбаха
- Людвиг Штауц
- Эдвард Штильгебауэр, писатель
- Альберт Эйнштейн, физик-теоретик
- Адам Ягер